# 흑의 소환사

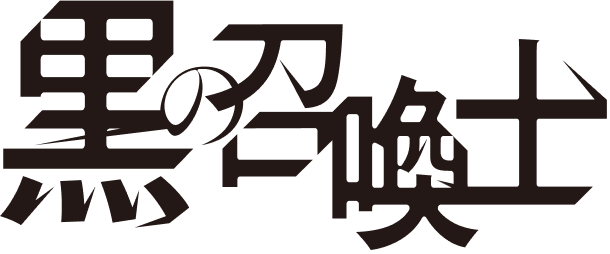

흑의 소환사(黒の召喚士)는 마요이 도후가 원작한 일본의 라이트 노벨 소설 작품이다. 2014년 10월 6일부터 소설 투고 사이트 「소설가가 되자」에서 연재되고 있던 작품으로, 2016년 6월 25일부터 오버랩 문고(오버랩)에서 문고판이 나오고 있다. 2022년 7월 기준으로 소설판은 17권, 만화판은 13권까지 나왔다. 시리즈의 누계 발행 부수는 2022년 2월 시점에서 140만부 이상을 기록하고 있다.

## 줄거리
낯선 장소에서 깨어난 남자에게는 여기가 어딘지, 자신이 누구인지 전혀 기억이 없었다.
갑자기 게임 메뉴 화면 같은 것이 나타나 자신은 전생에 죽었을 때 다른 세계로 환생할 권리를 얻고, 전생의 기억 전부와 맞바꾸어 레어 스킬을 획득해 "소환사 케르빈"으로서 환생을 했음을 알게 된다.
더구나 이 세계의 여신 메르피나까지 휘하로 거느리고 있는 것도 경악한다.
그리고 시작된 모험자 라이프.켈빈을 만나는 강적과 마경 앞에서 켈빈은 절로 미소가 지어진다.그는 바로 전투 정키였다.
검은 로브를 몸에 걸친 중도의 배틀 정키가, 동료와 함께 "영웅"으로 전락하는 상쾌 배틀 스토리, 당당히 개막한다.